# Jacques Ignace Hittorff
Jacques Ignace Hittorff (nascido Jakob Ignaz Hittorff; Colónia, Alemanha, 20 de agosto de 1792 — 25 de março de 1867 em Paris, França) foi um arquiteto francês.

## Principais obras
Os principais edifícios de Hittorff são a igreja de São Vicente de Paulo no estilo basílica, que foi construída em parceria com Jean-Baptiste Lepère, 1830–44, e o Cirque d'hiver, também em Paris, que abriu como o Cirque Napoléon em 1852. Seu polígono de 20 lados em torno de um anel central oval ou palco cercado por assentos em degraus íngremes é coberto por um telhado poligonal sem poste central que pudesse bloquear a vista.
Hittorff também projetou o Circo da Imperatriz, a Rotunda dos panoramas, a Gare du Nord (1861–63), muitos cafés e restaurantes na Champs-Élysées, as fachadas formando o círculo ao redor do Arco do Triunfo na Place de l' Étoile, assim como muitos enfeites no Bois de Boulogne e outros lugares.
Um projeto que não agradou a Napoleão III foi a proposta de Hittorff para o Palais de l'Industrie a ser construído em 1853 para abrigar a Exposição Universal de 1855. Em 27 de março de 1852, o Príncipe-Presidente - que logo se declararia Imperador - decretou que esta exposição aconteceria em um salão rival ao Palácio de Cristal da Grande Exposição de 1851 em Londres. A solução de Hittorff, um imenso salão de ferro e vidro, era audaciosa demais. A comissão passou para outros arquitetos e um acordo conservador foi feito.
Hittorff fez parte da equipe que projetou o Grand Hôtel du Louvre em Paris, inaugurado em 1855 a tempo da Exposição Universal. Ele trabalhou neste projeto com Alfred Armand (1805–88), Auguste Pellechet (1829–1903) e Charles Rohault de Fleury (1801–75).

## Publicações
- Restitution du temple d'Empédocle à Sélinonte ou L'architecture polychrome chez les Grecs (1851). Texto online: a bnf.fr
- Architecture antique de la Sicile (3 volumes, 1826-1830; 1866-1867).
- Architecture moderne de la Sicile (1826-1835). Texto online: a bnf.fr